# Anthomuricea argentea
Anthomuricea argentea är en korallart som beskrevs av Wright och Studer 1889. Anthomuricea argentea ingår i släktet Anthomuricea och familjen Plexauridae. Inga underarter finns listade i Catalogue of Life.